# アンセム
アンセム（anthem）とは、次のような意味を持つ。
- 元々は聖公会の教会音楽の一種。聖歌、交唱賛美歌。
- 特定の集団のシンボルとしての賛歌、祝いの歌、祝曲。「国歌（national anthem）」、「応援歌（sports anthem, stadium anthem, arena anthem）」など。

## 語源
アンティフォナの語源でもある、ギリシャ語の「αντιφωνα、antiphōna」から、ラテン語の「antefana」が派生し、その後、サクソン語の「antefn」に変化した。

## 教会音楽のアンセム
教会音楽、とくにイングランド国教会の礼拝（サーヴィス）におけるアンセムは、朝・夕両方の祈りで第3の特祷の後に行われることが、ルブリカ（Rubric）によって定められている。アンセムの中にはイギリスの戴冠式のものもある。歌詞は聖書や儀式文集から取られる。曲は一般に、賛美歌より凝っていて、変化に富んでいる。イングランド国教会のアンセムは、会衆のためでなく訓練を積んだ合唱隊のために作られカトリック教会およびルーテル教会のモテットと似ているが、基本的に歌詞は英語である。
アンセムは、聖母マリアなどの聖人への祈祷に付属して歌われるカトリックの「votive antiphon」の代用として発展した。エリザベス朝（1558年 - 1603年）には、ウィリアム・バード、トマス・タリスらがアンセムを作曲したが、祈祷書に「アンセム」という語が出てきたのは1662年が最初だった。
多くのプロテスタント教会では、「アンセム」という語を礼拝式の中での短い合唱曲に対して用いている。聖公会の文脈では、アンセムは英語の歌詞に曲がつけられたものである。そこから、「アンセム」という語は現在のように広義に使われるようになった。

## 音楽理論
初期のアンセムは、言葉がはっきり聞き取れるように、歌詞は単純でホモフォニーにする傾向があった。16世紀後期には、独唱パートと合唱パートが交互に歌われるヴァース・アンセムが登場し、王政復古期にはそれが主流になった。たとえば、ヘンリー・パーセルやジョン・ブロウといった作曲家たちは、チャペル・ロイヤルのために、管弦楽の伴奏付きのヴァース・アンセムを作曲した。19世紀、サミュエル・セバスチャン・ウェズリー（Samuel Sebastian Wesley）は当時のオラトリオの影響を受けた、数楽章に広がった20分以上のアンセムを作曲した。19世紀後期には、チャールズ・ヴィリアーズ・スタンフォードがより簡潔かつ統一感をもたせるために交響曲の技法を使ってアンセムを作曲した。それ以来、この方法による多くのアンセムが生まれた。作曲したのはプロの作曲家というより、主にオルガニストで、スタイルは保守的な場合が多かった。プロの作曲家がアンセムを作曲するのは、委嘱を受けて、特別の行事のためだった。例としては、エドワード・エルガーの『主は偉大なり（Great is the Lord）』や『主に捧げよ（Give unto the Lord）』（ともに管弦楽伴奏付き）、ベンジャミン・ブリテンの『キリストによりて喜べ（Rejoice in the Lamb）』（現代の複数楽章アンセムの例で、今日では主に演奏会用として歌われる）、それに小規模作品だが、エリザベス2世の戴冠式のためのレイフ・ヴォーン・ウィリアムズの『O taste and see』などがある。

## その他の現代のアンセム
現代では、「アンセム」という語は、「国歌」や「応援歌」など特定の集団を祝う曲に対して用いられている。ポピュラー音楽の中にも、クイーンの『伝説のチャンピオン』はスポーツ応援歌に使われている。フリートウッド・マックの『牙（タスク）』もそれを前提に作られた。また、ある音楽ジャンルやあるバンドやグループの代表曲という意味で使われる場合もあり、ある映画の主題を代表する劇伴（主題歌とは異なる）を指すこともある。感動させる音楽を表すのに「anthemic」という造語も生まれた。